# 81° westerlengte
81° westerlengte (ten opzichte van de nulmeridiaan) is een meridiaan of lengtegraad, onderdeel van een geografische positieaanduiding in bolcoördinaten. De lijn loopt vanaf de Noordpool, over Noord-Amerika, Caraïbische Zee, over Midden-Amerika naar de Grote Oceaan, en naar de Zuidpool.
De meridiaan op 81° westerlengte vormt een grootcirkel met de meridiaan op 99° oosterlengte. 
De meridiaanlijn beginnend bij de Noordpool en eindigend bij de Zuidpool gaat door de volgende landen, gebieden of zeeën:
| Land, gebied of zee     | Nauwkeuriger gegevens                                                                                  |
| ----------------------- | --- |
| Noordelijke IJszee      | |
| Canada                  | Nunavut - Ellesmere Island, Devoneiland                                                                |
| Parrykanaal             | |
| Canada                  | Nunavut - Baffineiland                                                                                 |
| Foxe Basin              | |
| Canada                  | Nunavut Bell-schiereiland, Southamptoneiland en Coats Island                                           |
| Hudsonbaai en Jamesbaai | (dwarst Akimiski-eiland in de Jamesbaai)                                                               |
| Canada                  | Ontario                                                                                                |
| Huronmeer               | |
| Canada                  | Ontario                                                                                                |
| Eriemeer                | |
| Verenigde Staten        | Ohio, West Virginia, Virginia, North Carolina, South Carolina (meridiaan doorkruist Columbia), Georgia |
| Atlantische Oceaan      | |
| Verenigde Staten        | Florida (meridiaan doorkruist Daytona Beach)                                                           |
| Straat Florida          | (dwarst Key Vaca, een van de Florida Keys)                                                             |
| Cuba                    | Matanzas                                                                                               |
| Caraïbische Zee         | |
| Panama                  | Veraguas                                                                                               |
| Grote Oceaan            | |
| Ecuador                 | Santa Elena                                                                                            |
| Grote Oceaan            | |
| Peru                    | Tumbes, Piura                                                                                          |
| Grote Oceaan            | |
| Peru                    | Piura                                                                                                  |
| Grote Oceaan            | |
| Zuidelijke Oceaan       | |
| Antarctica              | Antártica, onderdeel van de provincie Antártica Chilena geclaimd door Chili                            |